# Billericay
Billericay – miasto i civil parish w Wielkiej Brytanii, w Anglii, w regionie East of England, w hrabstwie Essex, w dystrykcie Basildon. W 2011 roku civil parish liczyła 27 998 mieszkańców.
W 1961 roku w Billericay urodziła się Alison Moyet, piosenkarka duetu Yazoo.